# Audi Quattro Concept

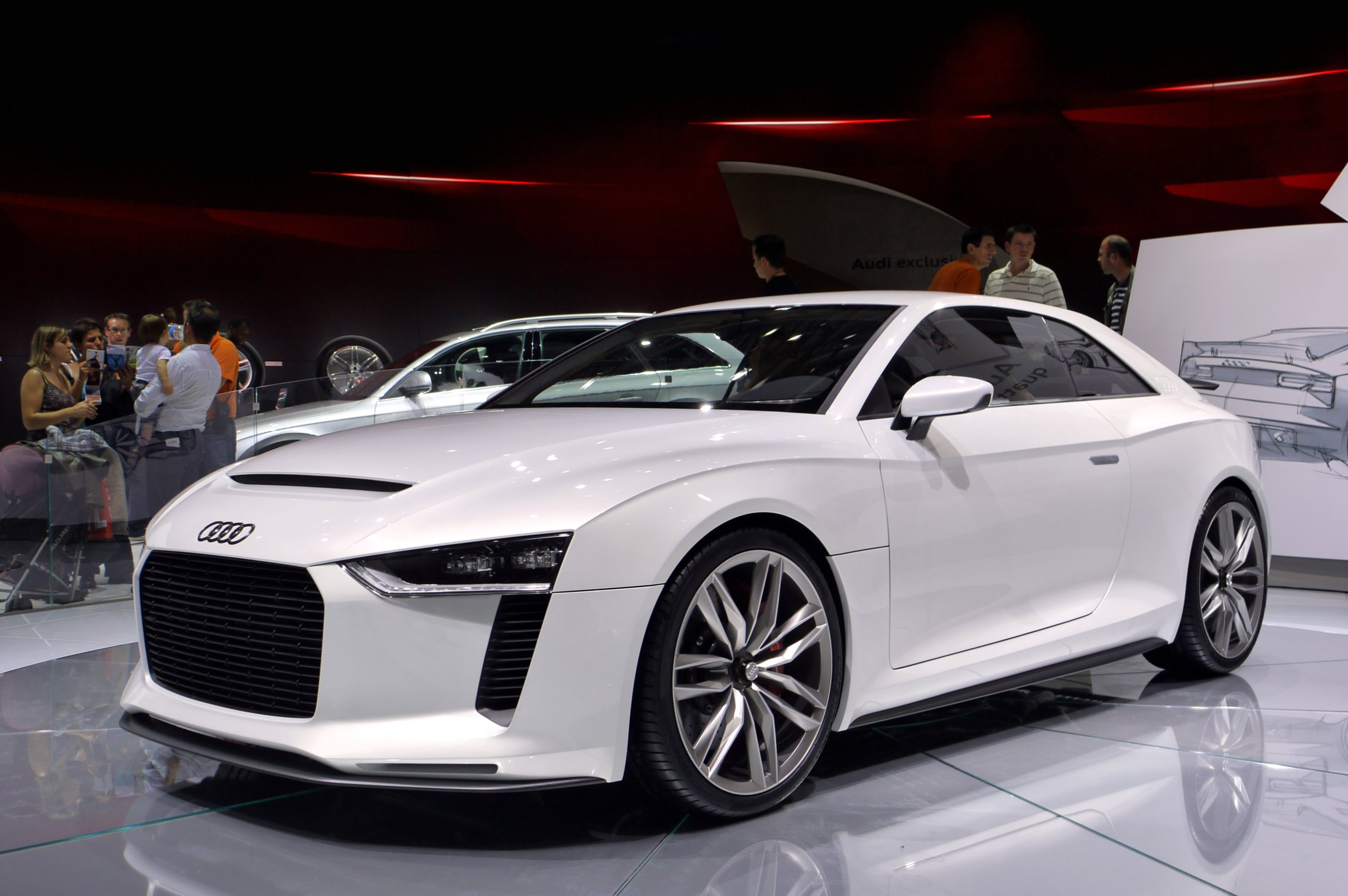
Audi Quattro concept.

L'Audi Quattro concept est un concept-car produit par Audi et présenté au Mondial de l'automobile de Paris 2010. Il célèbre le 30e anniversaire de l'Audi Quattro originale et du système de traction intégrale Audi quattro. Basé sur l'Audi RS5, il dispose d'un moteur TFSI cinq cylindres de 2,5 L modifié et de la sixième génération de transmission quattro. Il a été rapporté qu'Audi envisageait un modèle de petite série (200-500 voitures) basé sur la Quattro Concept, mais ce projet a été abandonné en 2012.
Certains éléments du design de la Quattro Concept ont été utilisés dans les versions de production de l'Audi TT de troisième génération et de l'Audi R8 de deuxième génération. L'infodivertissement intégré et l'affichage de tableau de bord du Concept ont également été intégrés dans des modèles Audi de production, de même que le système de cockpit virtuel, à partir de l'Audi TT de troisième génération en 2014.